# Puerto de Batangas
El puerto de Batangas o localmente conocido como el muelle de Batangas, es un puerto de mar en la ciudad de Batangas que sirve principalmente a la región IV-A de Filipinas. Fue declarado como un puerto nacional en 1956. Sirve como un puerto alternativo al puerto de Manila. En los años 90 fue el segundo puerto más grande en las Filipinas en términos de ingresos, justo detrás del puerto de Manila.

## Historia
A mediados del siglo XIX, se describía como «sumamente cómodo y seguro». Aparece descrito en el primer volumen del Diccionario geográfico, estadístico, histórico de las Islas Filipinas (1850) de Manuel Buzeta Núñez y Felipe Bravo con las siguientes palabras:

BATANGAS (puerto de): sit. en la costa S. de la isla de Luzon, en el estrecho de Mindoro y pueblo de Batangas, cabecera de la prov. de su nombre (v.): es sumamente cómodo y seguro, ofreciendo todas las proporciones que pueden apetecer los buques que pasan por el estrecho de mindoro (v.)
(Buzeta y Bravo, 1850, p. 370)